# 法利赛人和税吏的比喻

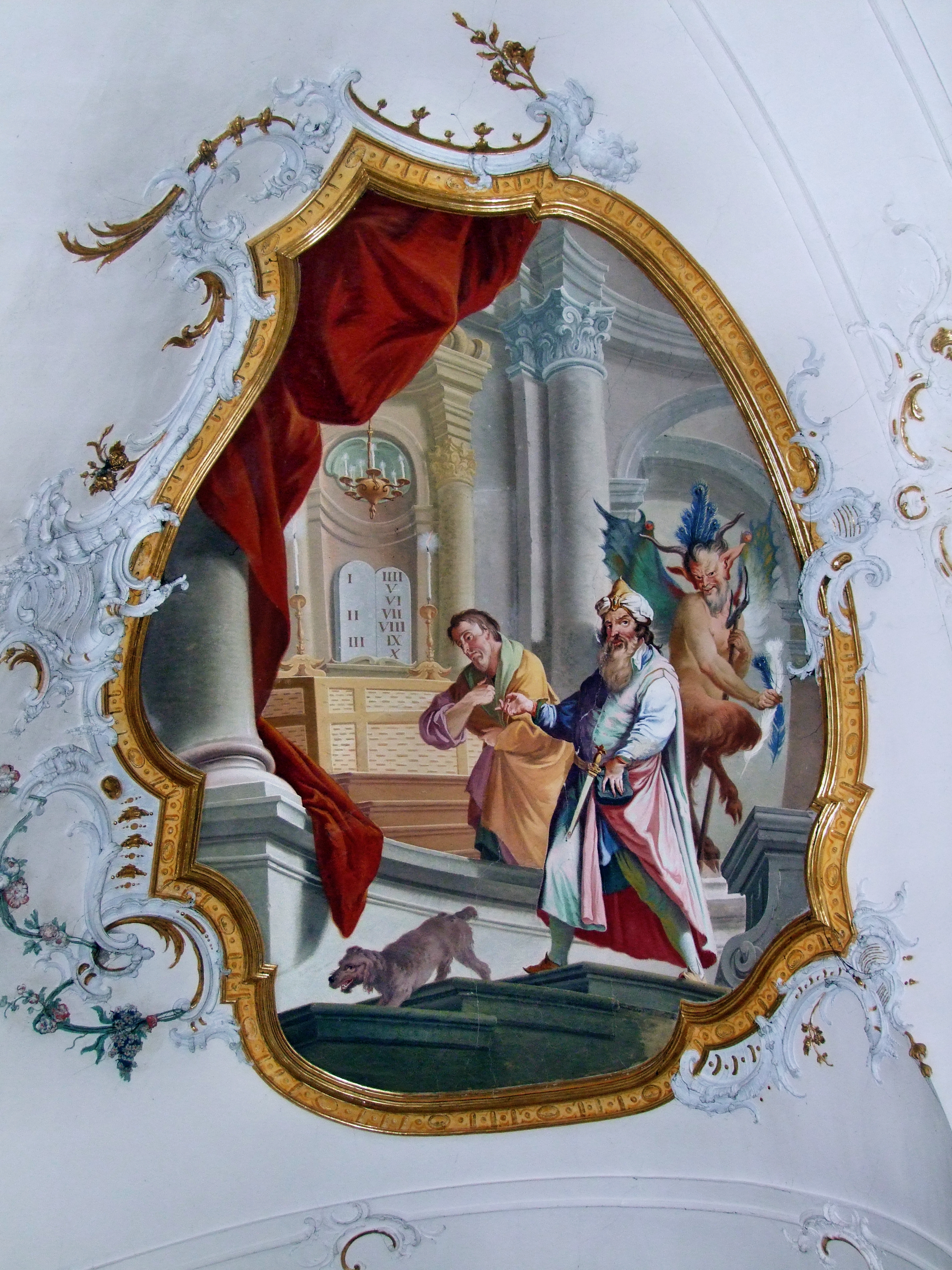
以“法利赛人和税吏的比喻”为主题的壁画。

在《新约圣经》中，法利赛人和税吏的比喻是一个耶稣的比喻。《路加福音》第18章第9至14节叙述了一个自负的法利赛人，耶稣将他和谦卑乞求上帝赎罪的税吏相比较。这个比喻展示了人们需要谦卑地祈祷，而且它承接了上一个与祈祷有关的不义管家的比喻。

## 原文
|                                     | 耶稣向那些仗着自己是义人、藐视别人的、设一个比喻，说、有两个人上殿里去祷告．一个是法利赛人、一个是税吏。法利赛人站着、自言自语的祷告说、 神阿、我感谢你、我不像别人、勒索、不义、奸淫、也不像这个税吏。我一个礼拜禁食两次、凡我所得的、都捐上十分之一。那税吏远远的站着、连举目望天也不敢、只捶着胸说、 神阿、开恩可怜我这个罪人。我告诉你们、这人回家去、比那人倒算为义了．因为凡自高的、必降为卑．自卑的、必升为高。 |
| ——《路加福音》第18章第9节至第14节参 | |